# Ярославцев, Иван Фёдорович
Иван Фёдорович Ярославцев (1877—1959) — русский военный моряк, горнист крейсера «Варяг».

## Биография
Родился 20 июля 1877 года в деревне Лёкмортовская (ныне Лекмартово) Чердынского уезда Пермской губернии в старообрядческой семье. В семь лет умерла мать, мальчик жил с отцом и мачехой.
Получив домашнее начальное образование, в раннем возрасте начал помогать семье в крестьянском хозяйстве. В октябре 1898 года был призван в Русскую императорскую армию и записан в 15-й флотский экипаж в Кронштадте. В течение четырёх месяцев обучался военно-морскому делу и продолжил службу  на Белом море. Затем Ярославцев был отправлен в США, где в Филадельфию строился бронепалубный крейсер 1-го ранга 1-й Тихоокеанской эскадры ВМФ Российской империи — «Варяг». После спуска в 1899 году крейсера на воду, Иван служил на нём четыре года в Порт-Артуре. Сначала был строевым матросом, потом — горнистом. Из Порт-Артура «Варяг» был отправлен в бухту Чемульпо (Корея), где взял на себя функции старшего стационера. Перед началом русско-японской войны, 26 января 1904 года по старому стилю, в бухту прибыла японская эскадра, преградила путь русским кораблям и обстреляла канонерскую лодку «Кореец», вышедшую с почтой в Порт-Артур. На следующий день была объявлена война и начались военные действия между Японией с Россией. В сражении при Чемульпо, согласно штатному расписанию, Ярославцев помогал заряжать пушки. От разорвавшегося рядом снаряда убило трех его товарищей, Ивана и еще одного матроса ранило (Ярославцеву перебило осколком левую руку). Как известно, в этом бою «Варяг» был потоплен русскими моряками, «Кореец» — взорван. Иван Ярославцев вернулся в Россию, где был удостоен медали «За бой „Варяга“ и „Корейца“» и Знака Отличия Военного ордена Св. Георгия IV степени № 97534.
Продолжил военную службу в Севастополе на черноморском эскадренном броненосце «Чесма».
3 декабря 1905 года вернулся на родину. Женился и долгое время вместе с женой работал на лесозаготовках. После Октябрьской революции, когда начали организовываться колхозы, вошли в него. Сторожил склады с зерном, за работу в годы Великой Отечественной войны был награжден медалью «За доблестный труд в Великой Отечественной войне». В годы войны погибли двое сыновей из четырёх детей его семьи.
О своей службе на легендарном «Варяге» Ярославцев впервые рассказал директору Чердынского музея И. А. Лунегову в 1947 году, показав свои документы и награды. Своё долгое молчание о тех событиях объяснил тем, что когда в 1924—1925 годах в СССР конфисковывалось серебро и золото, он боялся, что отберут его награды, состоящие из серебра. В 1947 году Иван Фёдорович переехал на жительство в село Покча Чердынского района Пермской области к сыну Зотею. В 1954 году он участвовал в торжествах, посвященных 50-летию героического подвига крейсера «Варяг» и был награжден медалью «За отвагу», как и все живые на тот момент члены команды крейсера.
Умер в 1959 году в селе Покча, на кладбище которого и был похоронен.

## Память
- В Чердынском музее хранятся бескозырка, фотографии, документы и боевые награды горниста легендарного «Варяга».
- Могила И. Ф. Ярославцева с 2011 года является объектом культурного наследия регионального значения Пермского края.[4]